# Готлобер, Авраам Бер
Авраам Бер Готлобер (1811—1899) — еврейский поэт, историк, педагог, переводчик и журналист; писал преимущественно на иврите и на идиш.

## Биография
Авраам Бер Готлобер родился 14 января 1811 года в Староконстантинове Волынской губернии Российской империи. При содействии отца, кроме Талмуда, изучал также Библию и еврейскую грамматику.
В юные годы Готлобер сильно увлекался каббалой и хасидским мистицизмом. Совершив с отцом в 1828 году поездку в Галицию, Готлобер познакомился в Тарнополе с известным деятелем просвещения Иосифом Перлем, после чего с увлечением отдался изучению светских наук. Об этом узнал его тесть-хасид, который по совету цадика заставил еретика-зятя дать жене развод. С тех пор Авраам Бер Готлобер вел скитальческую жизнь странствующего учителя, полную лишений. 
Проживая в 1830 году в Одессе, Готлобер близко сошелся с местными караимами, что побудило его впоследствии (в 1865 году) написать специальное исследование по истории возникновения караимов «Bikoreth le-Toledoth ha-Karaim» (с примечаниями караимского ученого А. С. Фирковича).
Продолжительное знакомство с видными деятелями просвещения, Менделем Левиным и И. Б. Левинзоном, имело на Готлобера решающее влияние. В 1843 году Готлобер в Могилеве-на-Днепре познакомился с разъезжавшим тогда по черте оседлости  Максом Лилиенталем и по поручению последнего разослал письма общинам с энергичным призывом содействовать осуществлению проектируемой правительством школьной реформы. Готлобер составил также для Лилиенталя меморандум с подробным изложением истории просветительного движения среди русского еврейства.
Сдав в 1851 году экзамен на звание преподавателя в раввинском училище, Готлобер некоторое время состоял учителем при казенных еврейских училищах, а с 1866 года преподавал Талмуд в житомирском раввинском училище. После закрытия последнего (1873) Готлобер поселился в Дубне и в 1876 году основал журнал «Наboker Or».
Последние годы жизни престарелый и ослепший Авраам-Бер Готлобер провел в городе Белостоке, где и умер 12 апреля 1899 года.

## Творчество
Готлобер дебютировал в еврейской литературе сборником переводных и оригинальных стихотворений «Pirke ha-Abib» (1835). Изданный в 1850 году новый сборник стихотворений Готлобера «Hanizanim» принёс ему известность. Готлобер стал одним из лидеров и главных выразителей идей и чаяний тогдашних маскилим.
В стихах и прозе Готлобер ратовал за просвещение, восторженно приветствовал предпринятую правительством школьную реформу и громил ортодоксов за их косность и отсталость (стихотворения «Hakiza», «Kez la-Choschech» и мн. др.). Его неприязнь к хасидизму особенно резко проявилась в рассказах «Oroth Meofel» (1881), «Hisaharu mibne ha Aniim» (1879) и в истории каббалы и хасидизма «Toledoth ha-Kabbalah we ha-Chasiduth» (1869). Крайне пристрастный и резкий тон лишает этот труд научного значения. Готлобер был особенно нелюбим в ортодоксальных кругах, и на Волыни имя поэта стало нарицательной кличкой для еретика и «безбожника». 

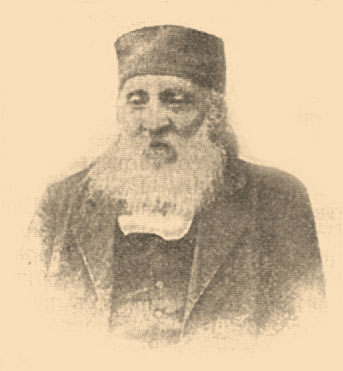
Авраам Бер Готлобер

В 1860—1870-х годах Готлобер выступал против проявившихся в еврейской литературе новых течений. В написанном в резком тоне памфлете «Igereth Zaar Baale-Chajim» (1868) он ополчился на критика А. Ковнера как на представителя «нигилизма», именуемого Готлобером «злокачественной язвой». С неменьшей резкостью он выступил в 1870-х годах на столбцах «Габокер Ор» против Смоленскина за его поход против «мендельсоновского просвещения».
После погромов 1880-х годов Готлобер стал на палестинофильскую точку зрения, и в ряде стихотворений — Nes Ziona, Assire ha-Tikwa и др. — Готлобер, скорбя о разбитых надеждах, звал в страну отцов, где «каждый надгробный камень напоминает евреям, что они нация».
Поэтическое дарование Готлобера не отличается яркой индивидуальностью. Стих Готлобера, всегда плавный и звучный, в большинстве случаев лишен образности и силы. Даже лучшие стихотворения Готлобера — Semel ha-Kinah, Mischpat Ami, Nezach Israel, Rumaniah, Israel mekonen (трехтомное собрание стихотворений Готлобера «Kol Schire Mahalalel», 1890) — слишком растянуты и риторичны. Но Готлоберу несомненно принадлежит заслуга, что он усовершенствовал иврит, сделав его более гибким и более изящным.
Кроме многочисленных статей, помещенных в разных периодических печатных изданиях, Готлобер издал также: Tifereth li Bene Bina (аллегорическая драма, 1867); Peri Kajiz (глоссы к Библии, 1876—1879); Jeruschalaim (перевод «Jerusalem» Мендельсона, 1867); Nathan ha-Chacham (образцовый перевод Nathan d. Weise Лессинга, с биографией автора, 1875); Mimizraim (описание поездки А. Франкля в Египет; перевод с немецкого, 1862); Jom ha-Zikkaron (перевод официозной книги барона Корфа ο восшествии на престол Николая I, 1879). Мемуары Готлобера «Hagisrah we ha-Binjah» (Haboker Or, 1878) и его автобиография «Zichronoth» (1880—1881) представляют большой интерес для истории культуры русского еврейства первой половины XIX века. Одним из первых он начал переводить на иврит русскую поэзию.
Под влиянием Менделя Левина Готлобер в отличие от большинства писателей его эпохи весьма сочувственно относился к идишу. В помещенном в Наmеliz’е (1865, № 12) воззвании Готлобер указал на необходимость издавать на идише книги для народа. Сам Готлобер издал: Der Dektuch (комедия в 3 действиях, 1876); Der Seim (1868); Der Kugel (1863); Der Gilgel (подражание известной сатире Эртера, 1896). Многие «жаргонные» песни Готлобера, как «Der bidne Isrolik», «Kain», стали народными.

## Архив
Рукописи и корреспонденция А. Б. Готлобера хранятся в Институте Восточных рукописей РАН в С.-Петербурге.